# Otto Rouvel
Otto Rouvel (* 25. August 1902 in Güstrow; † August 1974) war ein deutscher Schauspieler und Hörspielsprecher.

## Leben
Otto Rouvel spielte zu Beginn seiner Laufbahn Schülertheater, später arbeitete er an der Volksbühne Köln. Nach einem Studium der Germanistik sowie der Kunst- und Theaterwissenschaften hatte Rouvel Engagements an den Theatern in Nordhausen und Neuss, sowie 18 Jahre lang an den Städtischen Bühnen Frankfurt, wo er u. a. 1971 die Titelfigur in Lessings Nathan der Weise spielte. 1958 verpflichtete sich Rouvel ans Schauspielhaus Düsseldorf, wo er neben vielen anderen Inszenierungen in der deutschen Erstaufführung des Musicals Hello, Dolly! und der Uraufführung von Eugène Ionescos Hunger und Durst auf der Bühne stand, ferner in der Titelrolle von Harold Pinters Der Hausmeister in der deutschsprachigen Erstaufführung am 29. Oktober 1960.  Anfang der 1970er Jahre wechselte Rouvel an das Hamburger Thalia Theater, wo er bis zu seinem Tod unter Vertrag stand. Hier war er u. a. in Tschechows Drama Drei Schwestern und Elektra von Jean Giraudoux zu sehen.
Neben einigen wenigen Arbeiten vor der Kamera war Otto Rouvel seit 1946 ein vielbeschäftigter Sprecher in zahlreichen Hörspielen, überwiegend produziert vom Hessischen und vom Westdeutschen Rundfunk. Hier sprach er wie am Theater die Titelfigur in Nathan der Weise, er war Duncan I. in Macbeth, Orgon in Molières Tartuffe oder John Gabriel Borkman nach Henrik Ibsens gleichnamigem Theaterstück.
Als Rentner in Karl Otto Mühls Rheinpromenade stand Otto Rouvel am 30. Juli 1974 zum letzten Mal auf der Bühne. Er starb im August 1974 an Kreislaufschwäche in Folge einer Operation, kurz bevor das Thalia Theater mit besagtem Stück die Spielzeit 1974/75 eröffnen wollte.

## Filmografie
- 1957: Montserrat
- 1965: Nun singen sie wieder
- 1966: Das heilige Experiment
- 1970: Wie ein Träne im Ozean – Nutzlose Reise
- 1970: Triumph des Todes oder Das große Massakerspiel

## Hörspiele (Auswahl)
- 1946: Ein Spiel von Tod und Liebe – Regie: Theodor Steiner
- 1947: Nathan der Weise – Regie: Theodor Steiner
- 1947: Die Schlacht im Warschauer Ghetto – Regie: Theodor Steiner
- 1948: Leo Nikolajewitsch Tolstoi – Regie: Alfred Schulz-Escher
- 1949: Tartuffe – Regie: Theodor Steiner
- 1949: Das Jahrmarktsfest zu Plundersweiler – Regie: Rudolf Rieth
- 1950: John Gabriel Borkmann – Regie: Hans Kettler
- 1950: Und Pippa tanzt! – Regie: Irene Kürschner
- 1950: Geh nicht nach El Kuwehd oder Der zweifache Tod des Kaufmanns Mohallab – Regie: Fränze Roloff
- 1950: Afrikanische Hochzeit – Regie: Karlheinz Schilling
- 1951: Kirschen für Rom – Regie: Theodor Steiner
- 1951: Lawrence von Arabien – Regie: Karlheinz Schilling
- 1951: Das starke Dreieck(1. – 3. Teil) – Regie: Hans Kettler
- 1951: Das Heiligenhafener Sternsingerspiel – Regie: Hans Kettler
- 1952: Das verschlossene Haus – Regie: Ulrich Lauterbach
- 1952: Der Stoß nach Ssogrebitsche – Regie: Hans Kettler
- 1952: Die Bürger von Calais – Regie: Wilm ten Haaf
- 1952: Lok 1414 geht auf Urlaub – Regie: Josefine Klee-Helmdach
- 1952: Kaspar Hauser – Regie: Theodor Steiner
- 1953: Der Idiot – Regie: Theodor Steiner
- 1953: Der Tiger Jussuf – Regie: Irmfried Wilimzig
- 1953: Der Eifersüchtige – Regie: Wolf Schmidt
- 1953: Macbeth – Regie: Hans Kettler
- 1953: Die das Unmögliche lieben – Regie: Hermann Wenninger
- 1953: Michael Kohlhaas – Regie: Ulrich Lauterbach
- 1954: Schlafwagen Pegasus – Regie: Hermann Wenninger
- 1954: Die Räuber – Regie: Carlheinz Riepenhausen
- 1954: Johann der Letzte – Regie: Theodor Steiner
- 1954: Monsieur Topaze – Regie: Arno Assmann
- 1955: Das Kloster – Regie: Kurt Reiss
- 1955: Candide oder Die beste aller Welten – Regie: Theodor Steiner
- 1955: Wilhelm Tell – Regie: Gustav Rudolf Sellner
- 1955: Barfuß in Athen – Regie: Fränze Roloff
- 1956: Revolte der Jungfrauen – Regie: Wilm ten Haaf
- 1956: Isabella von Ägypten – Regie: Carl Nagel
- 1957: Schulmeister Klopfstock und seine fünf Söhne – Regie: Fränze Roloff
- 1958: Mr. Popple greift in die Tasche – Regie: Otto Kurth
- 1958: Hermann und Dorothea – Regie: Wilhelm Semmelroth
- 1959: Das Leben nach dem Tode – Regie: Otto Kurth
- 1961: Bastian Müller: Madame Curie: Ein unbeirrbares Leben – Regie: Ludwig Cremer
- 1961: Onkel Willis Hüte – Regie: Otto Düben
- 1961: Der Mann, der die Zeit tötete – Regie: Otto Kurth
- 1962: Einer, der fremd blieb – Regie: Otto Kurth
- 1962: Revision – Regie: Heinz Dieter Köhler
- 1962: Die höhere Schule – Regie: Oswald Döpke
- 1962: Clyde Fenton: Der fliegende Doktor (1. – 3. Teil u. 5. und 6. Teil) – Regie: Heinz Dieter Köhler
- 1963: Das Dilemma – Regie: Edward Rothe
- 1963: Zehn, zwanzig, dreißig… – Regie: Otto Kurth
- 1963: Paris schweigt – Regie: Jörg Franz
- 1963: Gerlind Reinshagen: Ramona oder Die Maschine – Regie: Otto Kurth
- 1964: Die Wallfahrt nach Jerusalem – Regie:  Manfred Brückner
- 1964: Gespräche und Schweigen – Regie: Miklós Konkoly
- 1964: Das unsichtbare Gepäck – Regie: Heinz Wilhelm Schwarz
- 1965: Das ist nicht in Tedeles Sinn – Regie: Manfred Brückner
- 1965: Der göttliche Aretino – Regie: Otto Kurth
- 1965: Miserere – Regie: Oswald Döpke
- 1966: Jaromir Ptácek: Schnecke am Trapez – Regie: Raoul Wolfgang Schnell
- 1967: Hunger – Regie: Ludwig Cremer
- 1968: Arthur Sellings: In Vertretung... (Sabin) – Regie: Hans Gerd Krogmann (WDR)
- 1968: Türhütergleichnis und Palaver – Regie: Dieter Hasselblatt
- 1968: Präparation eines Opfers – Regie: Oswald Döpke
- 1968: Narren des Glücks – Regie: Edward Rothe
- 1969: Gäste – Regie: Otto Kurth
- 1970: Auf Wiedersehen, Genosse, auf Wiedersehen – Regie: Heinz Wilhelm Schwarz
- 1971: Kein Mann steigt zweimal in denselben Fluß (1. – 6. Teil) – Regie: Heiner Schmidt
- 1973: Die Schwalbe – Regie: Otto Düben
- 1973: Die Hauptsache – Regie: Fritz Schröder-Jahn